# Ерёменко, Екатерина Владимировна
Екатерина Владимировна Ерёменко — продюсер, режиссёр и сценарист, модель.

## Биография
Окончила математический класс 91-й школы города Москвы (1985).
В 1990 году с отличием окончила механико-математический факультет МГУ, поступила в аспирантуру, но по семейным обстоятельствам взяла академический отпуск.
Получила приглашение работать моделью, работала в Московском доме моделей, в ГУМе.
В начале 1990-х участвовала в шоу Пьера Кардена на Красной площади в Москве. Сотрудничала с Vogue, Harper’s Bazaar, Glamour.
Несколько лет отработала в прямом эфире программы «Времечко», снимала репортажи для этой передачи.
В 2000 году окончила отделение кинорежиссуры ВГИКа (мастерская Марлена Хуциева), в 2002 году — школу документального кино «Дискавери Кампус Мастерскул» в Мюнхене (Германия).
Основательница компании «EEFilms» («Ekaterina Eremenko Films», Берлин).
Живёт и работает в Берлине.

## Фильмография
Фильмы для Абелевской церемонии

### Документальные фильмы
- «Русская канарейка» / «Meistersinger: The Sound of Russia» (2003)
- «Охота на мамонтов» / «Die sibirische Knochenjagd» (2004)
- «Мой класс» / «My Class — Was aus uns wurde» (2007)
- «Чувственная математика» / «Colors of Math» (2012)[5][6]
- «Буквальная геометрия» (2015)
- «Озеро Восток. Хребет Безумия» (2017)[7][8]
- «Georg Cantor — Der Entdecker der Unendlichkeiten» (2018)
- «Пространство Лобачевского»[9]

## Награды и премии
- Номинант Национальной премии в области неигрового кино и телевидения «Лавровая ветвь»
- Лауреат Российской национальной премии «Лавр» за лучший дебют — фильм «Русская канарейка»
- Финалист Российской национальной премии «Лавр» (2012 год) за лучший сценарий фильма «Чувственная математика»[10]
- Приз «Святой Анны»
- Приз зрительских симпатий на международном кинофестивале в Лейпциге